# Hiroki Aratani
Hiroki Aratani (荒谷 弘樹 Aratani Hiroki?, nacido el 6 de agosto de 1975 en Takaoka, Toyama) es un exfutbolista japonés. Jugaba de guardameta y su último club fue el Ventforet Kofu de Japón.

## Trayectoria

### Clubes
| Club              | País  | Año         |
| ----------------- | ----- | ----------- |
| Urawa Reds        | Japón | 1994 - 1997 |
| Kawasaki Frontale | Japón | 1998        |
| Omiya Ardija      | Japón | 1999 - 2008 |
| Consadole Sapporo | Japón | 2009        |
| Ventforet Kofu    | Japón | 2010 - 2011 |